# 2014 JO 25

Animación de 15 fotografías el 2017-04-19T22: 07: 35 UTC, exposiciones de 20seg, desde Riga, Letonia, por el astrónomo aficionado Ingvars Tomsons con un telescopio CCD HEQ5.

2014 JO 25 es un asteroide con forma de cacahuete (dos lóbulos unidos por una zona cervical), 

## Descubrimiento
Fue descubierto en mayo de 2014 por A.D. Grauer de Catalina Sky Survey, Tucson, Arizona, un proyecto del Programa de observaciones de objetos cercanos a la Tierra (NEO, Near Earth Objects) de la NASA en colaboración con la Universidad de Arizona.

## Tamaño y acercamiento
El lóbulo mayor es de unos 610 metros de diámetro, que pasó a 1,8 millones de kilómetros de la Tierra el 19 de abril de 2017. Es el encuentro más cercano de este asteroide en los últimos 400 años y en los próximos 500 años.